# Ian Scott (Radsportler)
Ian Scott (* 9. Januar 1915 in London; † 15. Mai 1980 in Hatfield, Hertfordshire) war ein britischer Radrennfahrer.

## Sportliche Laufbahn
Scott (der die weiteren Vornamen Charles Stewart trug) startete für den Verein Marlborough CC London. Er war Teilnehmer der Olympischen Sommerspiele 1948 in London. Bei den Spielen 1948 belegte er im olympischen Straßenrennen beim Sieg von José Beyaert den 16. Platz. Die britische Mannschaft mit Bob Maitland, Gordon „Tiny“ Thomas, Ernie Clements und Scott gewann die Silbermedaille in der Mannschaftswertung.